# 左京区
左京区（さきょうく）は、京都市を構成する11区の内の一つ。京都府京都市北東部に位置する。

## 概要
1929年（昭和4年）に上京区から分区して成立した。
京都市の東北部を占め、区域は南北に長い。東は滋賀県大津市に接し、南は三条通を挟んで東山区、山科区に、北は南丹市、滋賀県高島市に接している。このほか隣接はしていないものの、区の最北端部と福井県大飯郡おおい町は5km程度しか離れていない（ただし区の北部は丹波高地の山間部であり直通する道路はない）。区南部には川端通、東大路通、白川通などの通りが南北に走っている。
区南部は住宅地や文教地区になっている一方（岩倉地区などの北寄りの地域は第一種低層住居専用地域や第二種中高層住居専用地域に指定され、高度地区の制限がかけられて高層建築物などの大規模開発が制限されている影響で、田畑も多く残る）、区北部は市街化調整区域に指定され山間地で林業が盛んである。
有名な寺社としては東山慈照寺（銀閣寺）・南禅寺・下鴨神社・平安神宮がある。また北部には鞍馬寺・貴船神社・三千院・岩倉具視幽閉跡・修学院離宮などがある。またかつては八瀬、大原から大原女と呼ばれる山菜売りの女性が行商に来ることもあった。また、北白川には花の行商を生業とする白川女が存在していたが、現在は存続していない模様である。他に北白川の山間部には、白川砂と言う特産品もある。

### 左京と左京区
「左京」とは、天皇の在所すなわち御所から見て左側の意。天皇は南面して高御座に座っていたので左は東になる。そのため北を上にした現代の地図上では右にありながら左京と呼ばれる。本来左京といえば平安京のうちの東側（洛陽または洛中）のことであったが、京都市の行政区として生まれた左京区は鴨川左岸の洛東（洛外）地域に当たる。現在はその後の市町村の統廃合により、さらに外縁の旧愛宕郡部を中心としたかなり大きなものとなっている（右京区が旧京北町と合併するまでは、京都市全11区の中で最も大きい面積の区であった。また当区の面積だけで大阪市全域よりも広い）。

## 地理

### 地形

#### 河川
主な川
- 鴨川（高野川との合流点より北は賀茂川と表記される）
- 高野川
- 白川
- 琵琶湖疏水
- 桂川（上桂川）

### 地域

#### 地域区分
左京区基本計画などでは区全体を北部、中部北、中部南、南部の4地区に区分している。北部地区（または北部山間地域）は北山の農山村である。中部北地区は京都盆地の北に点在する小盆地の集合である。中部南地区は京都盆地の北東角に当たり、かつては近郊農村だったが近代以降は住宅地化している。南部地区は鴨川の東岸であり、古くから京都中心部と密接な関わりを持つ地域である。
より細かい地域区分としては元学区に基づくものがある。国勢統計区もほぼ元学区に基づいている。また南部の一部を除いて京都市に合併する以前の旧村名、字名などが公称町名の一部として残っており、これに基づいて区分されることもある。これらの区分について、元学区として「住民基本台帳の元学区」を用いて比較すると以下のようになるが、「住民基本台帳の元学区」は、あくまで住民基本台帳上の区分に用いられるものであり、現在住民自治の地域区分として用いられている元学区とは必ずしも一致しない。実際に用いられている元学区については、「京都の元学区#左京区」を参照のこと。
| 4区分 | 住民基本台帳の元学区 | 住民基本台帳の元学区 | 国勢統計区 | 国勢統計区 | 旧村名など                   | 旧村名など               | 公称町名       |
| 4区分 | コード               | 名称                 | 番号       | 名称       | 『京都府地誌』（1881年ごろ） | 市町村制施行時（1889年） | 公称町名       |
| ----- | -------------------- | -------------------- | ---------- | ---------- | ---------------------------- | ------------------------ | -------------- |
| 南    | 11                   | 新洞                 | 16         | 新洞       | 上京三十三組                 | 上京三十三組             | 新東洞院町など |
| 南    | 12                   | 川東                 | 17         | 川東       | 聖護院村                     | 上京三十四組             | 東丸太町など   |
| 南    | 13                   | 聖護院               | 18         | 聖護院     | 聖護院村                     | 上京三十四組             | 聖護院○○町     |
| 南    | 14                   | 岡崎                 | 15         | 岡崎       | 岡崎村                       | 上京三十四組             | 岡崎○○町など   |
| 南    | 15                   | 錦林東山             | 14         | 錦林東山   | 粟田口村                     | 上京三十四組             | 粟田口○○町     |
| 南    | 15                   | 錦林東山             | 14         | 錦林東山   | 南禅寺村                     | 上京三十四組             | 南禅寺○○町など |
| 南    | 15                   | 錦林東山             | 14         | 錦林東山   | 鹿ケ谷村                     | 上京三十四組             | 鹿ケ谷○○町など |
| 南    | 16                   | 吉田                 | 19         | 吉田       | 吉田村                       | 上京三十四組             | 吉田○○町       |
| 南    | 17                   | 浄楽                 | 13         | 浄楽       | 浄土寺村                     | 上京三十四組             | 浄土寺○○町など |
| 中南  | 18                   | 北白川               | 12         | 北白川     | 白川村                       | 白川村                   | 北白川○○町     |
| 中南  | 19                   | 養正                 | 20         | 養正       | 田中村                       | 田中村                   | 田中○○町       |
| 中南  | 20                   | 養徳                 | 21         | 養徳       | 田中村                       | 田中村                   | 田中○○町       |
| 中南  | 20                   | 養徳                 | 21         | 養徳       | 高野河原村                   | 田中村                   | 高野○○町       |
| 中南  | 21                   | 下鴨                 | 22         | 下鴨       | 下鴨村                       | 下鴨村                   | 下鴨○○町       |
| 中南  | 22                   | 葵                   | 23         | 葵         | 下鴨村                       | 下鴨村                   | 下鴨○○町       |
| 中南  | 23                   | 修学院               | 11         | 修学院第二 | 一乗寺村                     | 修学院村                 | 一乗寺○○町     |
| 中南  | 24                   | 修学院               | 10         | 修学院第一 | 修学院村                     | 修学院村                 | 修学院○○町     |
| 中南  | 25                   | 修学院               | 10         | 修学院第一 | 修学院村                     | 修学院村                 | 山端○○町       |
| 中南  | 26                   | 修学院               | 9          | 上高野     | 高野村                       | 修学院村                 | 上高野○○町     |
| 中南  | 27                   | 松ケ崎               | 24         | 松ケ崎     | 松ケ崎村                     | 松ヶ崎村                 | 松ケ崎○○町     |
| 中北  | 28                   | 岩倉                 | 1          | 岩倉       | 岩倉村など5村                | 岩倉村                   | 岩倉○○町       |
| 中北  | 29                   | 八瀬                 | 8          | 八瀬       | 八瀬村                       | 八瀬村                   | 八瀬○○町       |
| 中北  | 30                   | 大原                 | 7          | 大原       | 草生村など11村               | 大原村                   | 大原○○町       |
| 北    | 31                   | 静市                 | 2          | 静市       | 静原村、市原村、野中村       | 静市野村                 | 静市○○町       |
| 北    | 32                   | 鞍馬                 | 3          | 鞍馬       | 鞍馬村、二之瀬村、貴船村     | 鞍馬村                   | 鞍馬○○町       |
| 北    | 33                   | 花脊                 | 4          | 花脊       | 別所村など4村                | 花脊村                   | 花脊○○町       |
| 北    | 34                   | 広河原               | 6          | 広河原     |                              | 黒田村（大字広河原）     | 広河原〇〇町   |
| 北    | 35                   | 久多                 | 5          | 久多       | 宮谷村など5村                | 久多村                   | 久多○○町       |

### 人口
| 左京区の人口の推移 |           |  |
| \| 1970年（昭和45年） \| 188,434人 \| \| \| 1975年（昭和50年） \| 189,307人 \| \| \| 1980年（昭和55年） \| 185,645人 \| \| \| 1985年（昭和60年） \| 182,201人 \| \| \| 1990年（平成2年） \| 173,282人 \| \| \| 1995年（平成7年） \| 172,030人 \| \| \| 2000年（平成12年） \| 171,556人 \| \| \| 2005年（平成17年） \| 169,587人 \| \| \| 2010年（平成22年） \| 168,802人 \| \| \| 2015年（平成27年） \| 168,266人 \| \| \| 2020年（令和2年） \| 166,039人 \| \| |           |  |
| 総務省統計局 国勢調査より |           |  |
| 1970年（昭和45年） | 188,434人 |  |
| 1975年（昭和50年） | 189,307人 |  |
| 1980年（昭和55年） | 185,645人 |  |
| 1985年（昭和60年） | 182,201人 |  |
| 1990年（平成2年） | 173,282人 |  |
| 1995年（平成7年） | 172,030人 |  |
| 2000年（平成12年） | 171,556人 |  |
| 2005年（平成17年） | 169,587人 |  |
| 2010年（平成22年） | 168,802人 |  |
| 2015年（平成27年） | 168,266人 |  |
| 2020年（令和2年） | 166,039人 |  |

### 隣接自治体・行政区
京都府
- 京都市（右京区、北区、上京区、中京区、東山区、山科区）
- 南丹市

滋賀県
- 大津市
- 高島市

## 歴史

### 中世
平安時代
- 安元3年（1177年）6月 - 平家打倒の陰謀事件が起こる。（鹿ケ谷の陰謀）

戦国時代
- 永正6年6月17日（1509年7月4日）- 如意ヶ嶽の戦い
- 天文19年11月21日（1550年12月28日） - 中尾城の戦い
- 永禄元年6月9日（1558年7月4日）- 北白川の戦い

## 政治

### 行政

#### 役所
区役所・支所
- 左京区役所

〒606-8511 京都市左京区松ケ崎堂ノ上町7-2
2011年4月15日、左京区松ヶ崎の旧京都簡易保険会館跡地に左京区総合庁舎竣工、同年5月6日より区役所、福祉事務所が、同月9日より保健センターが移転、業務を開始した。
- 岩倉証明書発行コーナー(旧岩倉出張所)

〒606-0025 京都市左京区岩倉中町403
- 八瀬出張所

〒601-1252 京都市左京区八瀬秋元町578
- 大原出張所

〒601-1242 京都市左京区大原来迎院町10-2
- 静市出張所

〒601-1123 京都市左京区静市市原町36-3
- 花脊出張所

〒601-1104 京都市左京区花脊大布施町196
- 久多出張所

〒520-0463 京都市左京区久多宮の町3

#### 庁舎
旧庁舎は1931年建設で吉田中阿達町1番地（北緯35度1分32秒 東経135度46分31.1秒 / 北緯35.02556度 東経135.775306度）に所在していたが、老朽化に加えて手狭となったことから、2011年5月22日に旧京都簡易保険会館跡地となる現在地へ移転となった。その際に別に立地していた左京区保健センターも新庁舎に入居している。なお、旧庁舎の跡地は京都大学の東一条館となっている。

## 国家機関
- 国土交通省京都営繕事務所
- 大阪出入国在留管理局京都出張所
- 大阪税関京都税関支署
- 近畿財務局京都財務事務所
- 大阪国税不服審判所京都支所
- 京都少年鑑別所
- 左京税務署

### 裁判所
- 京都家庭裁判所

## 施設

### 警察
- 京都府川端警察署
  - 岡崎公園交番（京都市左京区岡崎成勝寺町）
  - 南禅寺交番（京都市左京区南禅寺草川町）
  - 黒谷交番（京都市左京区岡崎東福ノ川町）
  - 東一条交番（京都市左京区吉田中阿達町）
  - 銀閣寺交番（京都市左京区銀閣寺前町）
- 京都府下鴨警察署
  - 加茂大橋交番（左京区田中下柳町）
  - 北白川交番（左京区北白川下池田町）
  - 高野交番（左京区高野竹屋町）
  - 芝本町交番（左京区下鴨芝本町）
  - 修学院交番（左京区山端壱町田町）
  - 北山交番（左京区松ケ崎芝本町）
  - 上高野交番（左京区上高野古川町）
  - 岩倉交番（左京区岩倉中町）
  - 静市交番（左京区静市市原町） - 駐在型交番

### 消防
- 京都市左京消防署

### 医療
主な病院
- 川越病院
- 京都大学医学部附属病院
- 京都民医連あすかい病院

### 郵便局
主な郵便局
- 左京郵便局

### 図書館
- 京都府立図書館

### 文化施設
- 京都府立京都学・歴彩館

博物館
- 京都大学総合博物館

美術館
- イムラアートギャラリー
- 京都ギリシアローマ美術館
- 京都国立近代美術館
- 京都市京セラ美術館
- 京都府立陶板名画の庭
- 泉屋博古館
- 野村美術館
- 藤井斉成会有鄰館
- 細見美術館

記念館
- 琵琶湖疏水記念館

劇場・ホール
- 京都コンサートホール
- 京都大学西部講堂
- 国立京都国際会館
- 春秋座
- ロームシアター京都

### 交流施設
- 京都市勧業館
- 京都市国際交流会館

### 運動施設
- 宝が池公園
  - 京都市宝が池公園運動施設球技場

## 対外関係

### 領事館
総領事館
- 在京都フランス総領事館

### 外国公館
文化機関
- ゲーテ・インスティトゥート・ヴィラ鴨川
- 日本イタリア会館

## 経済

### 第三次産業

#### 商業
主な商業施設
- 洛北阪急スクエア

## 生活基盤

### ライフライン

#### 電力
- 関西電力送配電

発電所
- 夷川発電所
- 蹴上発電所
  - 蹴上インクライン

#### ガス
- 大阪ガスネットワーク

#### 上下水道
- 京都市上下水道局

#### 電信
- NTT西日本など

## 交通
左京区は京都における北陸への玄関である。古来より鯖街道と呼ばれる海産物の運送ルートが何本も走っていた。現在でも国道367号線は京都と福井を結ぶ幹線道路である。

### 鉄道
鉄道網としては、1989年（平成元年）10月5日の京阪鴨東線開業により、区内のほぼ全体から大阪方面へのアクセスが格段に良くなったほか、1997年（平成9年）6月3日には京都市営地下鉄烏丸線国際会館駅が延伸開業し、主に岩倉・松ヶ崎地区から京都駅をはじめ市内中心部、および近鉄京都線沿線へ結ばれるようになった。

#### 鉄道路線
- 京阪電気鉄道（京阪）
  - 鴨東線：出町柳駅 - 神宮丸太町駅（東山区方面へ）
- 叡山電鉄（叡電、全線区内）
  - 叡山本線：出町柳駅 - 元田中駅 - 茶山・京都芸術大学駅 - 一乗寺駅 - 修学院駅 - 宝ケ池駅 - 三宅八幡駅 - 八瀬比叡山口駅
  - 鞍馬線：宝ケ池駅 - 八幡前駅 - 岩倉駅 - 木野駅 - 京都精華大前駅 - 二軒茶屋駅 - 市原駅 - 二ノ瀬駅 - 貴船口駅 - 鞍馬駅

#### 地下鉄
- 京都市営地下鉄
  - 烏丸線：国際会館駅 - 松ヶ崎駅（上京区方面へ）

### 索道
- 京福電気鉄道
  - 鋼索線（叡山ケーブル）：ケーブル八瀬駅 - ケーブル比叡駅
- 鞍馬寺
  - 鞍馬山鋼索鉄道：山門駅 - 多宝塔駅

### バス

#### 路線バス
区内のバス路線網は京都市営バス（区内には烏丸営業所錦林出張所あり）または京都バス（区内には高野営業所あり）が主に担当している。

### 道路

#### 国道
- 国道367号
- 国道477号

#### 府道
主要地方道
- 京都府道・滋賀県道30号下鴨大津線
- 京都府道32号下鴨京都停車場線
- 京都府道38号京都広河原美山線
- 京都府道40号下鴨静原大原線
- 京都府道61号京都京北線
- 京都市道181号京都環状線
- 京都市道182号蹴上高野線
- 京都市道187号鹿ヶ谷嵐山線

一般府道
- 京都府道101号銀閣寺宇多野線
- 京都府道103号上賀茂山端線
- 京都府道104号高野修学院山端線
- 京都府道105号岩倉山端線
- 京都府道106号神山岩倉停車場線
- 京都府道108号草生上野線
- 京都府道110号久多広河原線
- 京都府道361号上黒田貴船線
- 滋賀県道・京都府道781号麻生古屋梅ノ木線

その他
- 奥比叡ドライブウェイ

## 教育・研究機関

### 大学
国立
- 京都大学
- 京都工芸繊維大学

公立
- 京都府立大学

私立
- 京都精華大学
- 京都芸術大学
- 京都ノートルダム女子大学
- 京都情報大学院大学

### 高等学校
府立
- 京都府立洛北高等学校 ※中高併設
- 京都府立北稜高等学校

私立
- 同志社高等学校 ※中高併設
- 東山高等学校 ※中高併設
- 京都精華学園高等学校 ※中高併設
- 京都文教高等学校 ※中高併設
- ノートルダム女学院高等学校 ※中高併設

### 義務教育学校
公立
- 京都市立大原小中学校
- 京都市立花背小中学校

### 中学校
公立
- 京都市立岡崎中学校
- 京都市立高野中学校
- 京都市立下鴨中学校
- 京都市立近衛中学校
- 京都市立修学院中学校
- 京都市立洛北中学校
- 京都府立洛北高等学校附属中学校 ※中高併設

私立
- 同志社中学校 ※中高併設
- ノートルダム女学院中学校 ※中高併設
- 東山中学校※中高併設
- 京都精華学園中学校 ※中高併設
- 京都文教中学校 ※中高併設

### 小学校
久多地区の児童・生徒は2000年度より「区域外就学生」として、滋賀県大津市にある大津市立葛川小学校・中学校に通学している。
公立
- 京都市立明徳小学校
- 京都市立岩倉南小学校
- 京都市立岩倉北小学校
- 京都市立八瀬小学校
- 京都市立市原野小学校
- 京都市立錦林小学校

- 京都市立第三錦林小学校
- 京都市立第四錦林小学校
- 京都市立北白川小学校
- 京都市立養正小学校
- 京都市立養徳小学校
- 京都市立下鴨小学校

- 京都市立葵小学校
- 京都市立修学院小学校
- 京都市立上高野小学校
- 京都市立修学院第二小学校
- 京都市立松ヶ崎小学校

私立
- 同志社小学校
- 京都文教小学校
- ノートルダム学院小学校

### 特別支援学校
市立
- 京都市立白河総合支援学校

### 研究機関
- 応用科学研究所
- 関西美術院
- 京都大学iPS細胞研究所
- 京都大学ウイルス・再生医科学研究所
- 京都大学基礎物理学研究所
- 京都大学経済研究所
- 京都大学人文科学研究所
- 京都大学人文科学研究所附属東アジア人文情報学研究センター
- 京都大学数理解析研究所
- 京都大学大学院薬学研究科附属薬用植物園
- 京都大学東南アジア地域研究研究所
- 東方文化学院

## 観光

### 名所・旧跡
主な城郭
- 将軍山城
- 中尾城

主な神社
- 愛宕神社
- 梅ノ宮神社
- 江文神社
- 岡崎神社
- 賀茂御祖神社（下鴨神社：山城国一宮）
- 貴船神社
- 九頭竜大社
- 熊野神社
- 熊野若王子神社
- 鷺森神社
- 思古渕社（志古淵神社）
- 出世稲荷神社
- 須賀神社
- 崇道神社
- 半木神社
- 幡枝八幡宮
- 八神社
- 八大神社
- 平安神宮
  - 平安神宮神苑
- 満足稲荷神社
- 三宅八幡宮
- 宗忠神社
- 由岐神社

主な寺院
- 東山慈照寺（銀閣寺）
- 南禅寺
- 詩仙堂
- 瑠璃光院
- 曼殊院
- 赤山禅院
- 岩倉実相院
- 三千院
- 寂光院
- 古知谷 阿弥陀寺
- 鞍馬寺

主な史跡
- 栗栖野瓦窯跡
- 修学院離宮
- 無鄰菴
- 永観堂

### 観光スポット
- 宝が池公園
- 国立京都国際会館
- 哲学の道
- 京都府立植物園
- 京都府立陶板名画の庭
- 岡崎公園
- 京都市勧業館（みやこめっせ）
- 京都市京セラ美術館
- 京都国立近代美術館
- 京都府立図書館
- 京都市動物園
- 京都大学尊攘堂
- 京都工芸繊維大学美術工芸資料館
- ロームシアター京都
- 川島織物セルコン 織物文化館
- ガーデンミュージアム比叡
- 南禅寺界隈別荘

### 鉱泉
- 鞍馬温泉

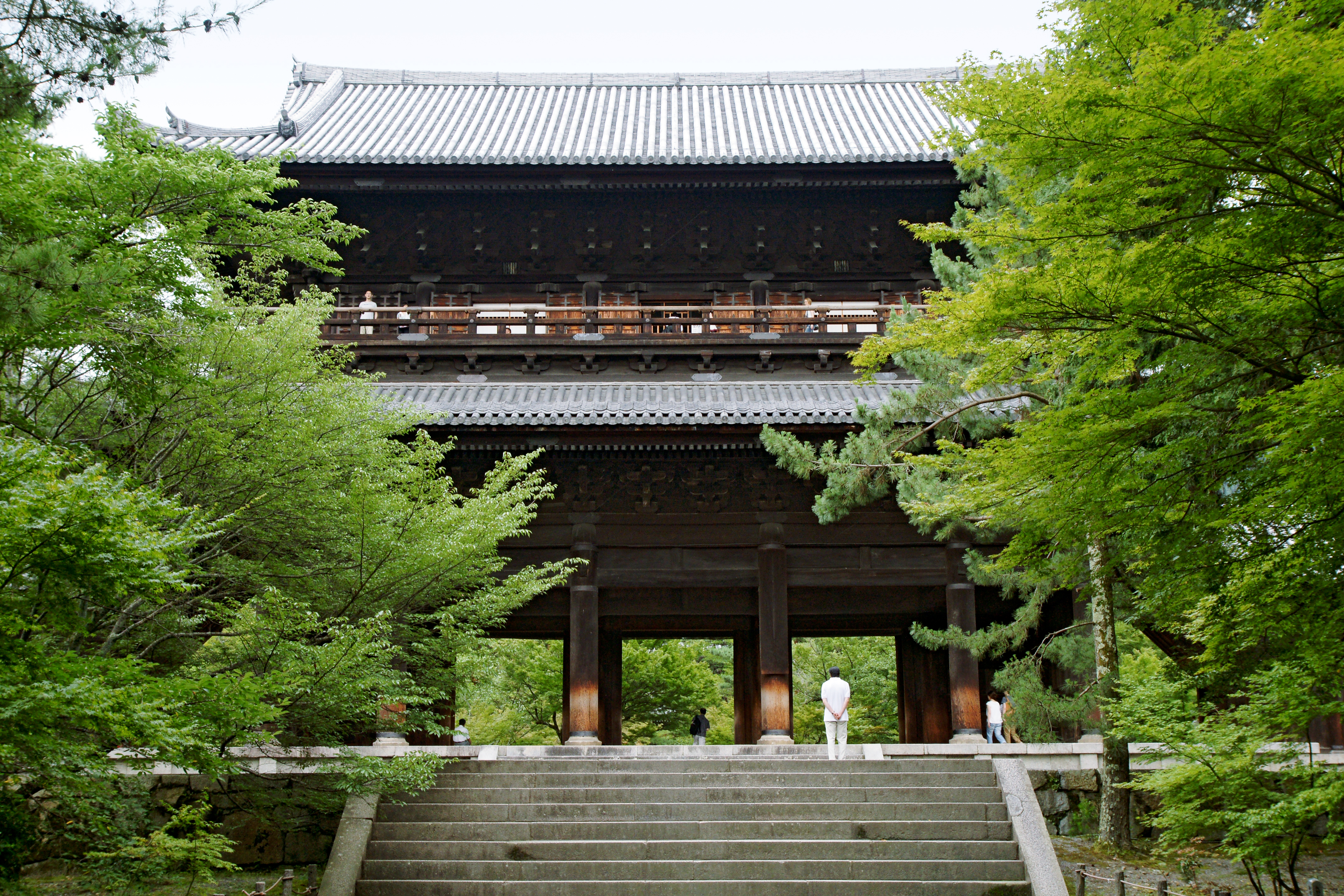
南禅寺三門
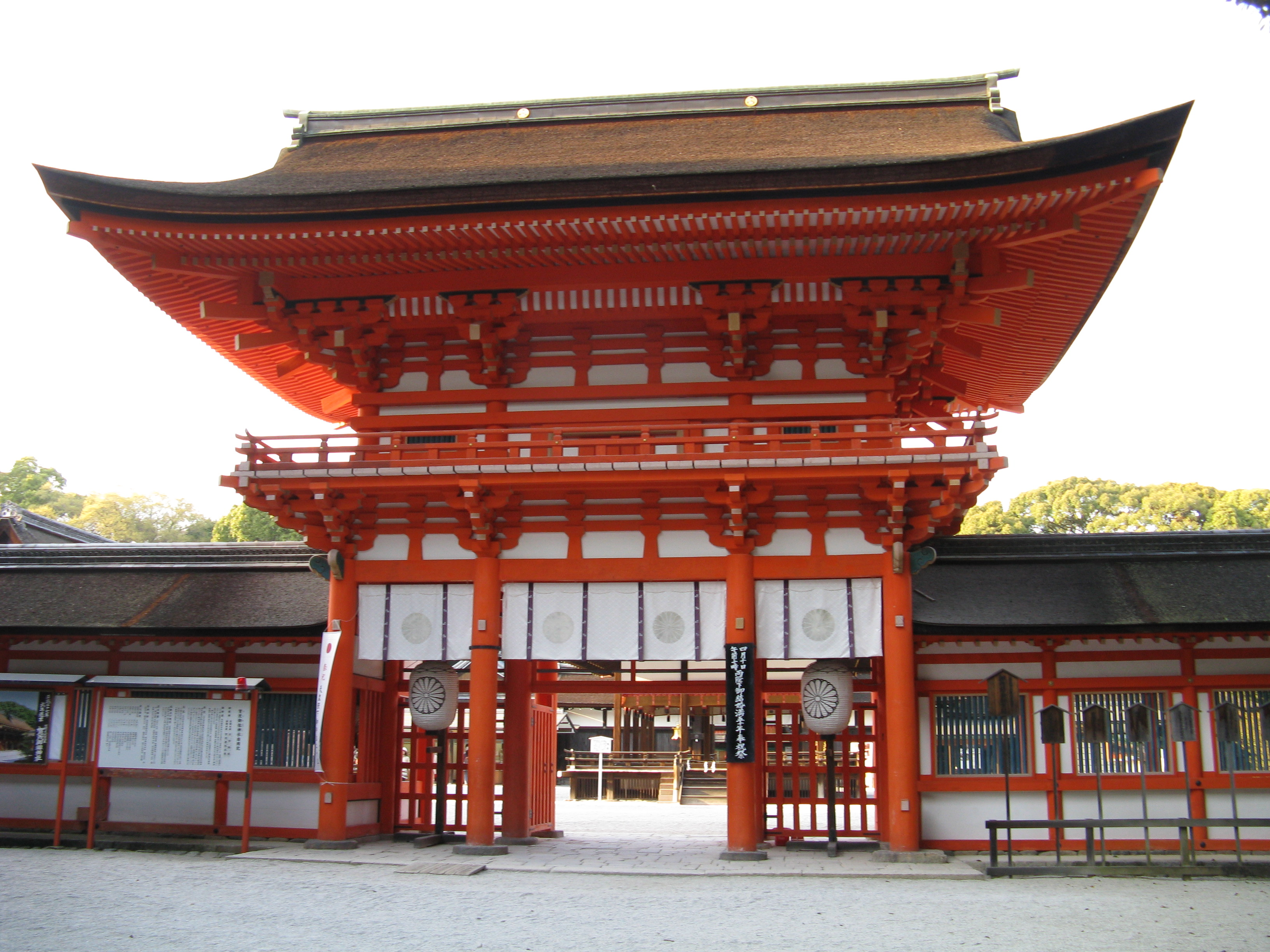
賀茂御祖神社楼門
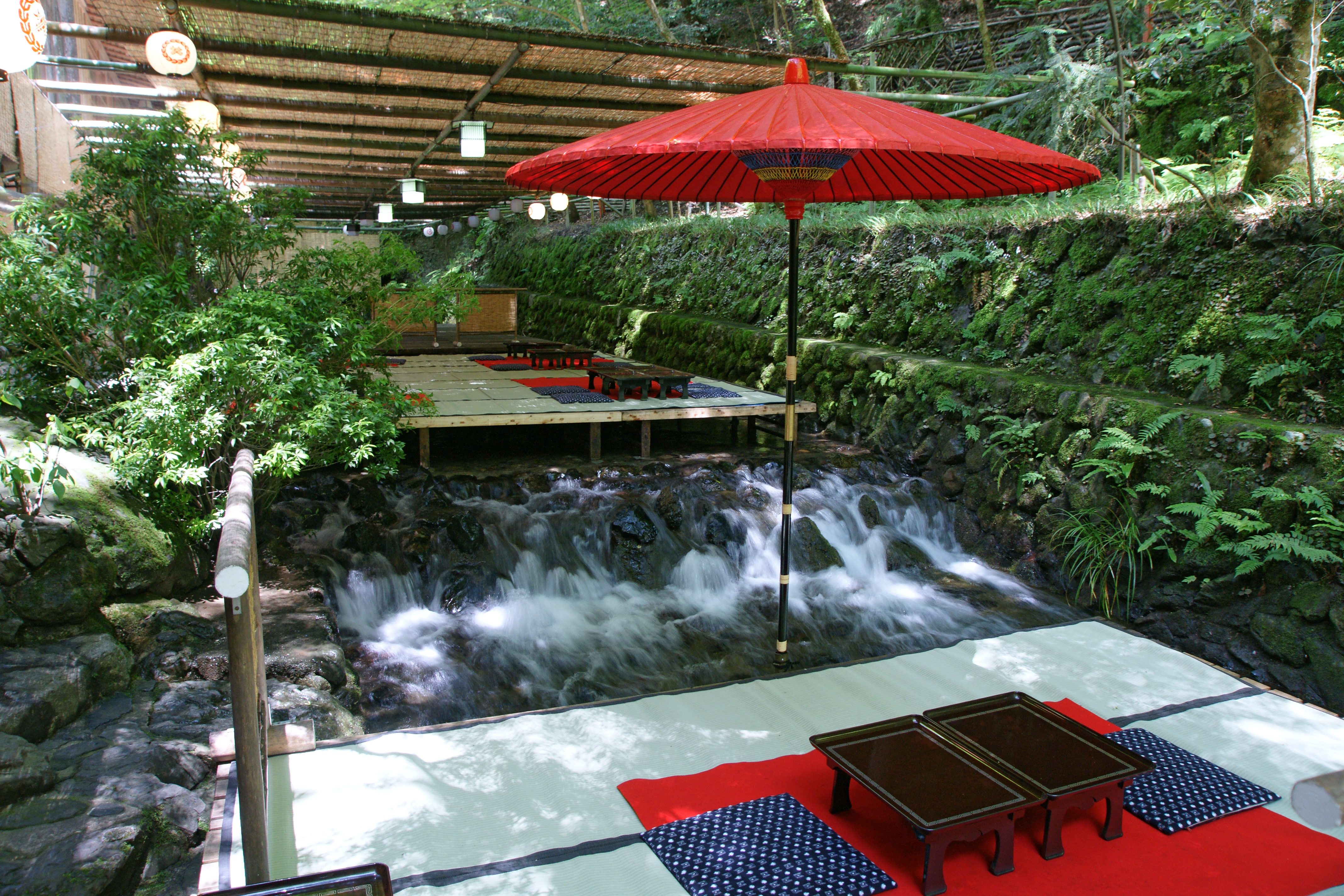
貴船の川床
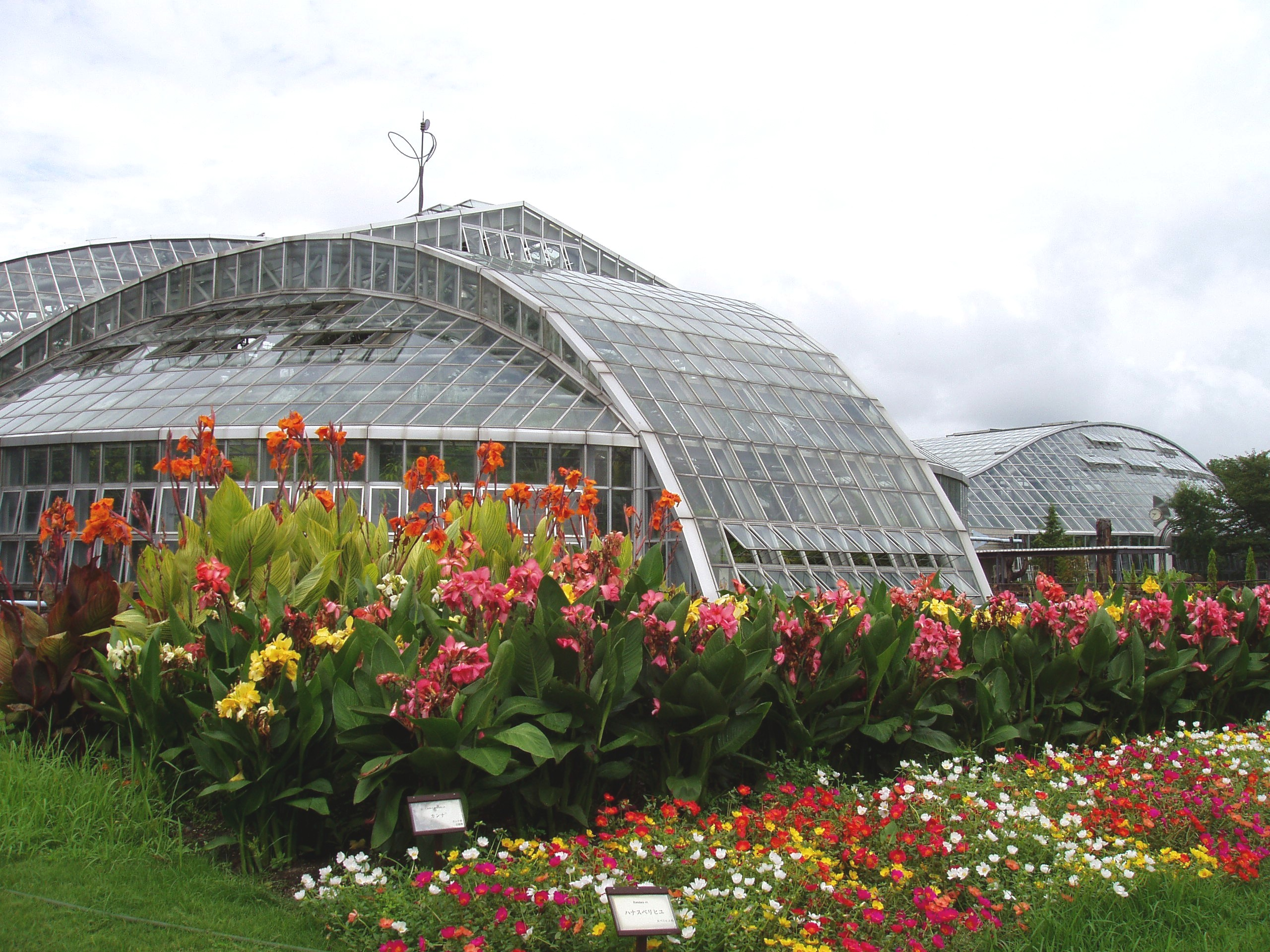
京都市植物園
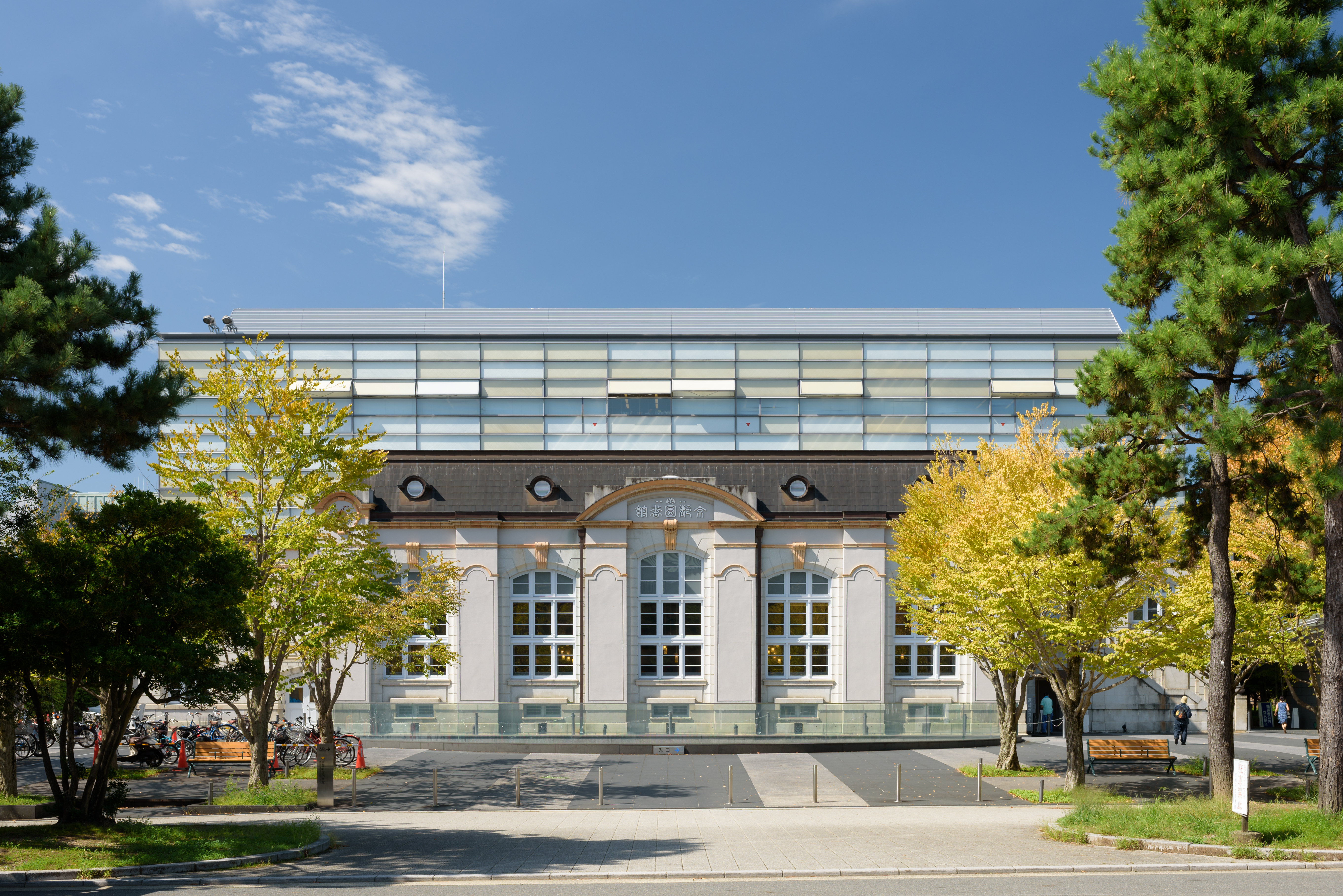
京都府立図書館
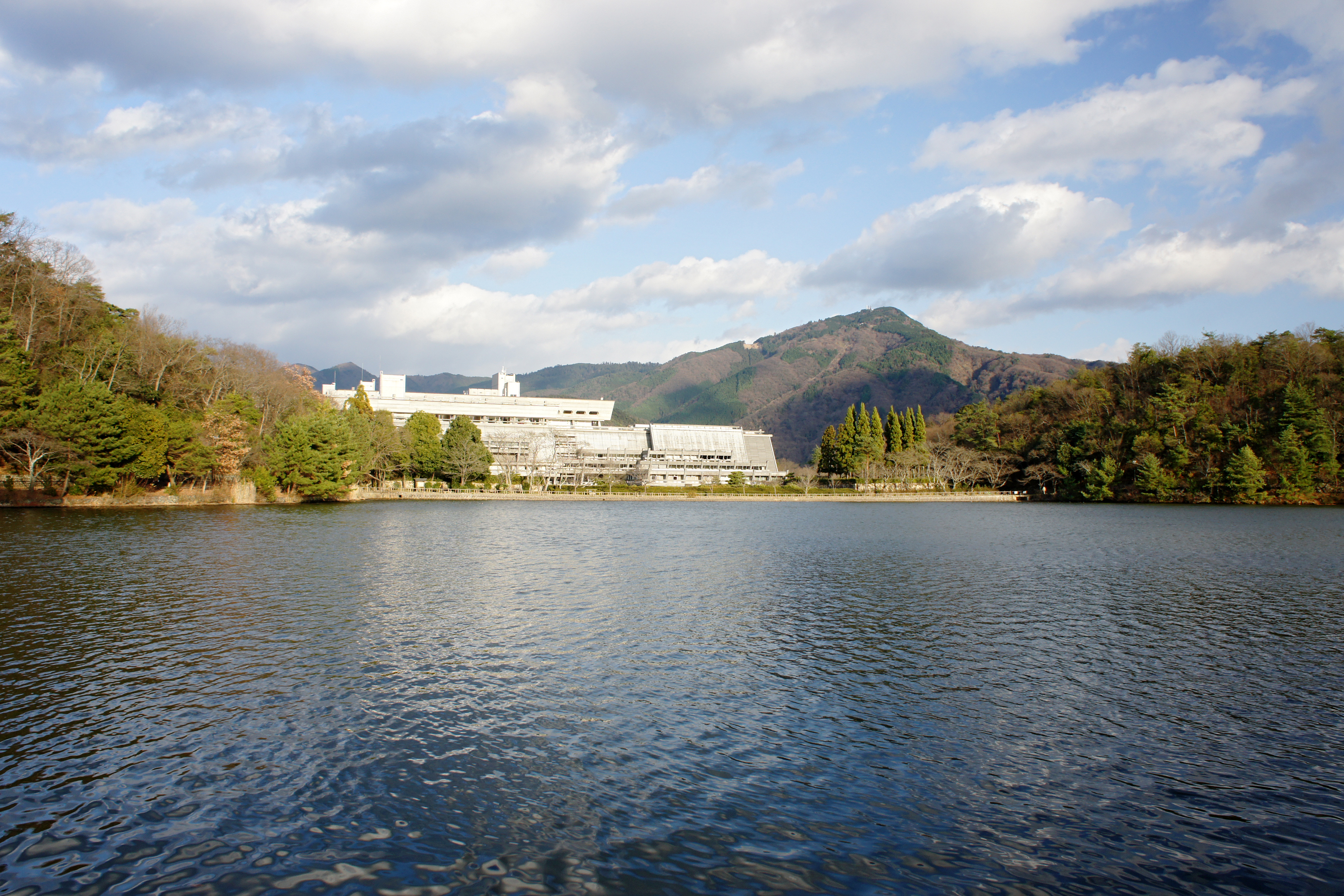
宝が池公園と比叡山

## 文化・名物

### 祭事・催事

#### 催事
- 左京朝カフェ

### 団体
- 京都平安振興財団
- 大日本武徳会
- 無施肥無農薬栽培調査研究会

## 著名な出身者
- 左京未知子 - 俳優
- 中村玉緒 - 俳優
- 中野英雄 - 俳優
- 沢田研二 - 歌手
- つじあやの - 歌手
- 与謝野鉄幹 - 歌人
- 新実彰平 - 元アナウンサー
- 彦惣弘 - 弁護士
- 古河市兵衛 - 実業家
- 前原誠司 - 政治家
- 上岡龍太郎 - 元タレント
- おいでやす小田 - 芸人
- 徳井義実 - チュートリアル
- 福田充徳 - チュートリアル
- 昴生 - ミキ(亜生の実兄)
- 亜生 - ミキ(昴生の実弟)
- 大狸ぽんぽこ - シンプル
- 山添寛 - 相席スタート
- 中村均 - 元競馬調教師
- 大井文雄 - アニメーター
- 山口雄也 - 闘病記著者
- 星原美沙緒 - 元宝塚歌劇団専科男役
- 木原誠太郎 - 性格診断プロフェッサー、テレビタレント

## その他
- 左京区の担当集配郵便局は久多地区（堅田郵便局）を除いて、左京郵便局の管轄となっている。
  - 左京郵便局 - 606-xxxx, 601-11xx, 601-12xx
  - 堅田郵便局（滋賀県大津市） - 520-02xx, 520-03xx, 520-04xx, 520-05xx